# Nelson Cabrera
Nelson David Cabrera Báez (Itauguá, 22 de abril de 1983) é um futebolista profissional boliviano (nascido no Paraguai) que atua como volante, atualmente defende o Always Ready.

## Carreira
Nelson Cabrera fez parte do elenco da Seleção Boliviana de Futebol da Copa América de 2016.